# Fernando Ramallo
Fernando Ramallo (Madrid, 3 de abril de 1980) es un actor español.

## Biografía
Se crio en el barrio de Argüelles, en Madrid. Comenzó en el mundo del cine por casualidad, colándose en un casting que hacia David Trueba en el instituto Joaquín Turina de Madrid. El joven demostró grandes cualidades como actor en su papel de Tristán en La buena vida. Su reconocimiento llegó al año siguiente con una nominación a los Premios Goya como mejor actor revelación por Carreteras secundarias.  Tres años después fue Ramón en El corazón del guerrero y Dani en Krámpack, uno de sus mejores papeles en la pantalla.
Uno de sus últimos trabajos fue en la superproducción El corazón de la tierra: en ella destaca por su cambio físico y su gran capacidad interpretativa, y trabaja junto a Catalina Sandino y Sienna Guillory. Posteriormente llegó la película Casi 40, también de David Trueba.
También ha trabajado en series de televisión como London Street, Ellas son así, Diez en Ibiza, Hay alguien ahí y Víctor Ros.

## Trayectoria profesional

### Cine
- La buena vida (1996)
- Carreteras secundarias (1997)
- El nacimiento de un imperio (1998)
- La mujer más fea del mundo (1999)
- Paréntesis (1999) (corto)
- Discotheque (1999)
- Krámpack (2000)
- El corazón del guerrero (2000)
- La cartera (2000)
- Cero en conciencia (2000)
- Algunas chicas doblan las piernas cuando hablan (2001)
- Año cero (2001)
- Entre abril y julio (2002)
- El lado oscuro (2002)
- Seres queridos (2003)
- A + (Amas) (2004)
- El despropósito (2004)
- WC (corto) (2005)
- Mola ser malo (corto) (2005)
- Donde nadie nos ve (2005)
- Condon Express (2005)
- El corazón de la tierra (2007)
- Sexykiller, morirás por ella (2008)
- Casi 40 (2018)

### Televisión
- London Street
- La boda
- Love story
- Moder no hay más que guan
- Yo zoy ingléz
- A las once en casa
- A flor de piel
- Ellas son así
- Ahora o nunca: episodio de la serie Ellas son así (1999).
- Catering de amor
- Cocinando con su enemigo
- Cosas de mujer
- Crisis, ¡qué crisis!
- No hay más preguntas
- Aquí no hay quien viva (Cap. Érase un premio)
- Diez en Ibiza
- XII Edición de los Premios Goya (Copresentador, 2008)
- Hay alguien ahí
- Víctor Ros

## Teatro
- La noche del oso (2005), dirigida por Ernesto Caballero.
- Madame Bovary (2012), dirigida por Magüi Mira y con texto adaptado por Emilio Hernández. Teatro Bellas Artes
- Solicitud de amistad pendiente (2013), dirigida por José Luis Sixto y Álex Mendíbil. Sala Tú.
- Amor (2013), dirigida por Jorge Naranjo. Sala Tú.

## Premios
- Candidatura al Premio Goya al Mejor actor revelación por Carreteras secundarias (1997).
- Candidatura al Premio de la Unión de Actores al mejor intérprete revelación (1997).

- Datos: Q1978182